# 2007
2007 (MMVII) — невисокосний рік, що почався в понеділок 1 січня та закінчився в понеділок 31 грудня за григоріанським календарем. 2007-й рік нашої ери — це 7-й рік III-го тисячоліття та XXI-го століття, а також восьмий з 2000-х років.

## Події
- б/д — почались роботи з розширення Панамського каналу.
- 1 січня — Болгарія та Румунія приєдналися до Європейського Союзу.
- 1 січня — Болгарська, ірландська та румунська стали офіційними мовами ЄС (приєдналися до 20 інших мов).
- 1 січня — Словенія ввела євро.
- 1 січня — Німеччина розпочала головування в Раді ЄС[1].
- 1 січня — Код ISBN збільшено із 10 цифр до 13.
- 1 січня — Пан Гі Мун із Південної Кореї став новим секретарем ООН, замінивши Кофі Аннана.
- 1 січня — Гонконг вводить заборону куріння у ресторанах та у понад 1200 публічних місцях відпочинку.
- 1 січня — Білорусь ввела податок 45 доларів за тонну на транзит нафти її територією (див. білорусько-російська нафтова суперечка 2007).
- 8 січня — Через суперечку з Білоруссю російська компанія «Транснефть» припинила постачання нафти в Європу трубопроводом «Дружба», який проходить через Білорусь.
- 11 січня — Компанія «Транснефть» відновила постачання нафти в Європу.
- 11 січня — В'єтнам став 150 членом СОТ.
- 14 лютого — Гурбангули Бердимухамедов став 2-м президентом Туркменістану.
- 27 березня — У Києві вбито російського підприємця Максима Курочкіна.
- 2 квітня — Президент України розпустив Верховну Раду, у відповідь частина депутатів заявила, що не буде виконувати указу і зібрала позачергове засідання.
- 16 квітня  — Виходить 5 студійний альбом «Nine Inch Nails» «Year Zero», окрім концептуального музичного матеріалу, платівка започаткувала нову технологію маркетингу, відому тепер як «Alternate Reality Game».
- 18 квітня — У Кардиффі відбулося голосування, за результатом якого переможцями тендера на право проведення Чемпіонату Європи з футболу 2012 року стали Україна і Польща.
- 26 квітня — Президент України повторно розпустив парламент. Цей указ знову був оскаржений депутатами в Конституційному суді.
- 12 травня — Українець Андрій Данилко посів друге місце на пісенному конкурсі «Євробачення 2007», поступившись Марії Шерифович із Сербії.
- 3 червня — З'їзди НУ та БЮТ виключили депутатів, проведених за власними списками («обнулення списків»). Внаслідок цього, Верховна Рада 5-го скликання стала неповноважною.
- 15 червня — Прем'єрний показ першого українського анімаційного мульсеріалу «Лис Микита».
- 16 червня — Співак Елтон Джон виступив з благодійним концертом у Києві на Майдані Незалежності.
- 1 липня — Португалія розпочала головування в Раді ЄС[1].
- 14 липня — Президент Росії Володимир Путін підписав указ «Про призупинення Російською Федерацією чинності Договору про звичайні збройні сили в Європі і пов'язаних із ним міжнародних договорів»
- 16 липня — Міністр закордонних справ Великої Британії Мілібенд Девід, виступаючи в парламенті з офіційною заявою оголосив, що за відмову видати Андрія Лугового, якого британська влада підозрює у вбивстві колишнього співробітника ФСБ Олександра Литвиненка, Велика Британія вишле чотирьох російських дипломатів і скоротить співпрацю з Москвою у ряді сфер. Зокрема, будуть перервані переговори про полегшення візового режиму.
- 24 серпня — Титулом командного чемпіона Європи з пляжного волейболу вдруге нагороджені Васілікі Карантасіу та Васілікі Арваніті за перемогу у Валенсії, Іспанія.
- 5 вересня — ізраїльські бомбардувальники знищили сирійський ядерний реактор «Аль-Кібар»
- 6 жовтня — між Росією, Білоруссю і Казахстаном укладений Договір «Про створення єдиної митної території і формування Митного союзу»
- 13 листопада — У Франції почався страйк працівників транспорту.
- 23 листопада — Почала роботу Верховна Рада України 6-го скликання.
- 10 грудня — На з'їзді партії Єдина Росія Володимир Путін як і інші політики підтримують кандидатуру Дмитра Медведєва на вибоах Президента Російської Федерації у 2008 році.
- 18 грудня — Тимошенко Юлія Володимирівна стала Прем'єр-міністром України. На пленарному засіданні Верховної Ради України VI скликання за неї віддали голоси 226 народних депутатів України від парламентської коаліції БЮТ та НУ-НС.
- 2 грудня — На референдумі венесуельці не підтримали конституційної реформи, за ініціативою президента Уго Чавеса. Результати: 51 % проти 49 % за.

### Вибори
- 30 вересня — в Україні відбулися позачергові парламентські вибори.

### Аварії й катастрофи
- 1 січня — «Боїнг 737-400» індонезійської авіакомпанії «Adam Air», на борту якого було 96 пасажирів і 6 членів екіпажу впав в море недалеко від острова Сулавесі, всі люди загинули.
- 7 березня — «Боїнг 737—400» індонезійської авіакомпанії «Garuda Indonesia» загорівся під час посадки в місті Джок'якарта, 22 людини загинуло з 140 на борту.
- 19 березня — Вибух на шахті «Ульяновська» в місті Новокузнецьку (Російська Федерація). Загинуло 107 людей.
- 23 квітня — Пожежа біля станції метро «Шулявська» в Києві.
- 18 червня — Пожежа в палаці «Україна» в Києві під час ювілейного концерту Йосипа Кобзона.
- 13 липня — Внаслідок тріщини в тунелі метрополітену на 2 дні було зупинено рух поїздів на ділянці Осокорки—Харківська Київського метро
- 16 липня — Землетрус у Японії силою 6,7 балів з епіцентром у префектурі Ніїґата. 9 осіб загинуло і 1091 отримали поранення.
- 16 липня — Неподалік Ожидова у Буському районі Львівської області сталася залізнична аварія, перекинулися 11 вагонів із жовтим фосфором, частина з них загорілася. Під загрозою ураження токсичними сполуками опинилося 14 населених пунктів.
- 17 липня — Літак Airbus-320 бразильської авіакомпанії ТАМ, що виконував внутрішній рейс 3054 Порту-Алегрі—Сан-Паулу, під час посадки в аеропорті Конгоньяс/Сан-Паулу (Congonhas/São Paulo) виїхав за межі аеродрому, після чого врізався в заправний пункт і будівлю авіакомпанії. Усі 186 людей на борту літака загинули. Усього загинуло більше 200 людей.
- 13 жовтня — Вибух газу в житловому будинку Дніпропетровська. Загинуло 23 людини, понад 20 госпіталізовані.
- 11 листопада — Потужний шторм в Чорному і Азовському морях потопив чотири кораблі, шість сіло на мілину, два зазнали ушкоджень. У води Керченської протоки потрапило майже 7 тисяч тонн сірки і понад тисячу тонн нафтопродуктів.
- 16 листопада — Ураган «Сидр» в Бангладеш забрав життя понад трьох тисяч людей, мільйони лишив просто неба.
- 18 листопада — О 3:11 стався вибух метану на шахті імені Засядька в Донецьку. Вибухи повторилися 1 та 2 грудня під час рятувальних робіт. Загинули 101 шахтар та 5 рятувальників, десятки людей травмовано.
- 29 листопада — Впав турецький літак «MD83», що виконував внутрішній рейс Стамбул-Іспарта. Загинули всі 56 пасажирів.
- 9 грудня — За 400 метрів від двох житлових мікрорайонів столиці, Борщагівки і Теремків, впав літак «Beech C90B KingAir», який виконував бізнес-рейс із Чехії до України. Загинуло 5 громадян Чехії.

## Народились
Див. також: Категорія:Народились 2007
- 9 січня — Аеліта Андре, австралійська художниця.
- 10 січня — Maléna, вірменська співачка та авторка пісень.
- 22 січня — Пау Кубарсі, іспанський футболіст.
- 5 лютого — Іванна Клєцова, телеведуча першого сезону дитячого шоу на 8 каналі "Super Kids", українська модель.
- 24 лютого — Лука Вушкович, хорватський футболіст.
- 3 березня — Ізабо Левіто, американська фігуристка.
- 5 березня — Роман Гріффін Девіс, англійський актор.
- 6 березня — Джеймс Вілсон, шотландський футболіст.
- 12 березня — Болюх Кірілл Сергійович, український стрибун у воду.
- 16 березня — Гаррі Амасс, англійський футболіст
- 21 березня — Ітан Нванері, англійський футболіст.
- 28 березня: 
  - Люк Росслер, канадський актор.
  - Цюань Хунчань, китайська стрибунка у воду.
- 10 квітня — Аріана Нідерландська, третя і наймолодша донька короля Нідерландів Віллема-Олександра і королеви Максими, наймолодша онука принцеси Беатрікс.
- 18 квітня — Леротолі Сіїсо, член королівської сім'ї Лесото і наслідний принц.
- 21 квітня — принцеса Ізабелла, принцеса Данська, графиня Монпеза.
- 24 квітня — Естеван Вілліан, бразильський футболіст.
- 29 квітня — Софія, інфанта Іспанії, інфанта іспанська, молодша дочка короля Іспанії Філіпа VI і його дружини Летисії, внучка короля Хуана Карлоса I. Молодша сестра принцеси Леонор.
- 30 квітня — Жеовані Кенда, португальський футболіст.
- 5 травня — Родрігу Мора, португальський футболіст.
- 7 травня — Дарина Красновецька, українська співачка.
- 12 травня — Кай Трамп, дочка Дональда Трампа-молодшого та Ванесси Хейдон, онука Дональда Трампа
- 5 червня — Петросян Аделія, російська фігуристка.
- 10 червня — Мелані Гарсія, іспанська співачка.
- 10 липня: 
  - Вікі Габор, польська попспівачка ромського походження.
  - Мейсон Темз, американський актор.
- 13 липня — Ламін Ямал, іспанський футболіст мароккансько-екваторогвінейського походження.
- 27 липня — Алівія Елін Лінд, американська актриса.
- 27 серпня — Аріана Грінблатт, американська акторка.
- 16 вересня — Талал Хаджі, саудівський футболіст.
- 2 жовтня — Аюб Буадді, французький футболіст.
- 3 листопада — Евер Андерсон, американська актриса і модель.
- 7 листопада — Шиян Дем'ян, український актор театру, кіно, телебачення та дубляжу, співак і музикант.
- 12 грудня — Бруно Дурдов, хорватський футболіст
- 17 грудня — Джеймс, віконт Северн, друга дитина і єдиний син молодшого сина королеви Єлизавети II принца Едварда, графа Уессекського та його дружини Софі.

## Померли
Див. також: Категорія:Померли 2007, Список померлих 2007 року
- 17 січня — Арт Бухвальд, американський журналіст, фейлетоніст, письменник (*1925).
- 17 січня — Кушнарьов Євген Петрович, український політик, народний депутат України (*1951).
- 23 січня — Ришард Капусцінський, польський репортер, публіцист, поет та фотограф (*1932).
- 29 січня — Русанівський Віталій Макарович, український науковець, мовознавець, професор, доктор філологічних наук, академік НАН України (*1931).
- 26 березня — Ульянов Михайло Олександрович, російський актор, Народний артист СРСР (1969; *1927).
- 27 березня — Курочкін Максим Борисович, російський бізнесмен (*1969).
- 11 квітня — Курт Воннеґут, американський письменник-фантаст (*1922).
- 16 квітня — Чо Син Хі, корейський студент і вбивця 32 студентів в Політехнічному університеті штату Вірджинія, США (*1984).
- 23 квітня — Єльцин Борис Миколайович, російський політик, перший президент Росії (1991—99; *1931).
- 27 квітня — Лавров Кирило Юрійович, російський актор театру та кіно, народний артист РРФСР (1970), народний артист СРСР (1972; *1925).
- 27 квітня — Ростропович Мстислав Леопольдович, російський віолончеліст, диригент, народний артист СРСР (1966; *1927).
- 16 травня — Лаврова Тетяна Євгенівна, радянська і російська актриса театру і кіно, Заслужена артистка РРФСР (1974), Народна артистка РРФСР (1988; *1938).
- 25 червня — Пономаренко Віктор Михайлович, видатний український вчений в галузі медицини.
- 30 липня — Антоніоні Мікеланджело, італійський кінорежисер (*1912).
- 30 липня — Берґман Інґмар, шведський кінорежисер (*1918).
- 14 серпня — Хрєнников Тихон Миколайович, російський композитор і громадський діяч (*1913).
- 18 серпня — Прокопенко Віктор Євгенович, футболіст, заслужений тренер України і Росії (*1944).
- 25 серпня — Барр Раймон, французький політик, колишній прем'єр-міністр Франції (*1924).
- 29 серпня — П'єр Мессмер, французький політик, прем'єр-міністр Франції (1972—1974; *1916).
- 28 серпня — Пуерта Перес Антоніо, іспанський футболіст, гравець ФК «Севілья» (*1984).
- 6 вересня — Паваротті Лучано, італійський оперний співак. (*1935).
- 9 вересня — Кук Василь Степанович, командувач Української повстанської армії з 1950 року (після загибелі Романа Шухевича; *1913).
- 11 вересня — Джо Завінул, австрійський та американський джазовий музикант (*1932).
- 18 вересня — Грушин Борис Андрійович, радянський і російський соціолог, організатор першого в СРСР Інституту громадської думки, керівник служби громадської думки «Vox populi» (*1929).
- 3 жовтня — Білл Варвік, канадський хокеїст.
- 3 жовтня — Пабло Паласуело, іспанський скульптор.
- 9 жовтня — Анатолій Погрібний, український літературознавець, письменник, критик і публіцист, політичний, культурний і громадський діяч.
- 15 жовтня — Буслович Євген Леонідович, український борець, срібний призер Олімпіади-2000 в Сіднеї (*1972).
- 2 листопада — Моїсєєв Ігор Олександрович, російський хореограф (*1906).
- 22 листопада — Моріс Бежар, французький хореограф.
- 23 грудня — Пітерсон Оскар, канадський джазовий піаніст.
- 27 грудня — Бхутто Беназір, пакистанський політик; вбивство.

## Нобелівська премія
- з фізики:
- з хімії:
- з медицини та фізіології:
- з економіки:
- з літератури:
- Нобелівська премія миру:

## Шевченківська премія
- Остафійчук Іван Васильович
- Плаксій Борис
- Чебикін Андрій
- Гобдич Микола
- Мельник Михайло Васильович
- Стус Дмитро
- Федюк Тарас
- Турконяк Раймонд
- Лапський Остап Васильович

Див. докладніше: Національна премія України імені Тараса Шевченка — лауреати 2007 року.

## В галузі архітектури
- Вечерський Віктор Васильович

## Особистості року (за тижневиком «Корреспондент»)

### Україна
- Особистість року — Юлія Тимошенко, прем'єр-міністр України
- Переможець року — Григорій Суркіс, президент Федерації футболу України
- Щасливець року — Володимир Литвин, народний депутат 6-го скликання, лідер фракції «Блоку Литвина»
- Прорив року — Костянтин Жеваго, народний депутат 6-го скликання, бізнесмен
- Відкриття року — Арсеній Яценюк, Голова Верховної Ради України
- Комбінатор року — Віктор Балога, голова Секретаріату Президента України
- Латифундист року — Олесь Довгий, секретар Київської міської ради, заступник мера Києва
- Футболіст року — Анатолій Тимощук, захисник і капітан ФК «Зеніт» (Санкт-Петербург) та збірної України
- Оратор року — Михайло Добкін, мер Харкова
- Порушник року — Сергій Калиновський, студент Київського університету ім. Т. Шевченка
- Кураж року — Андрій Данилко, комедійний актор

### Світ
- Цар року — Володимир Путін, Президент Росії, а також «Людина року 2007» за версією американського тижневика Time
- Зелений року — Альберт Ґор, президент телеканалу Current (телеканал) (США), член ради директорів Apple Corporation, лауреат Нобелівської премії миру 2007
- Опозиціонер року — Беназір Бхутто, екс-прем'єр-міністр Пакистану, загинула 27 грудня в результаті замаху в Равалпінді
- Ув'язнена року — Періс Хілтон, американська фотомодель
- Телевірус року — Ніколя Саркозі, Президент Франції
- Спортсмен року — Кака, бразильський футболіст, півзахисник ФК Мілан
- Містифікатор року — Стів Джобс, виконавчий директор американської корпорації Apple
- Мільярдер року — Карлос Слім Хелу, мексиканський мільярдер, власник найбільшої латиноамериканської корпорації America Movil.
- Тверда рука року — Михайло Саакашвілі, Президент Грузії